# Вилхелм I
 Тази статия е за императора на Германия.  За херцога на Нормандия вижте Вилхелм I (Нормандия).  
Вилхелм I (на немски: Wilhelm I.), също познат като Вилхелм Велики (* 22 март 1797; † 9 март 1888), е крал на Прусия (2 януари 1861 – 9 март 1888) и първият германски император (18 януари 1871 – 9 март 1888).
Под водачеството на Вилхелм и на министър-председателя Ото фон Бисмарк Прусия успява да създаде Германската империя, чрез обединение на Германия, случила се след края на Френско-пруската война.

## Произход и военна кариера
Роден е като Вилхелм Фридрих Лудвиг Пруски (на немски: Wilhelm Friedrich Ludwig von Preußen) на 22 март 1797 г. в Берлин. Като втори син на крал Фридрих Вилхелм III, от Вилхелм не се очаквало да наследи трона от баща си и затова получава слабо образование.
Вилхелм служил в армията от 1814 г. и се бие срещу Наполеон I по време на Наполеоновите войни. За него се чуват само добри отзиви, че е много смел и добър войник. Бие се под командването на Гебхард Леберехт фон Блюхер в битките при Ватерло и Лини. Той също става отличен дипломат, включвайки се в дипломатически мисии след 1815 година.
По време на Революциите през 1848, Вилхелм успешно смазва бунт, целящ смъртта на по-възрастния му брат крал Фридрих Вилхелм IV. Използването на оръдия го прави непопулярен по това време като си спечелва прякора Kartätschenprinz („Принц на картеча“).
През 1857 Фридрих Вилхелм IV получава припадък и става умствено нестабилен за останалата част от живота си. През януари 1858 Вилхелм I става принц регент за брат си.

## Крал на Прусия (1861 – 1888)

### Начало на управлението
На 2 януари Вилхелм I наследява трона като Вилхелм I Пруски. Освен това той наследява и конфликта между брат си и либералния парламент. Вилхелм е смятан за неутрален човек спрямо политиката, защото не се бърка там, за разлика от брат си, ала въпреки всичко той успява да намери консервативно решение на конфликта: назначава Ото фон Бисмарк за официален министър-председател. Според пруската конституция министър-председател отговаря изцяло пред краля, а не пред парламента. Бисмарк обичал да смята своите работни отношения с Вилхелм като тези на подчинен на феодална по-висша власт. Въпреки това Бисмарк е човекът, който насочва политиката, вътрешната, както и външната. На няколко пъти Ото фон Бисмарк спечелва съгласието на Вилхелм, заплашвайки го с оставка.

### Император на Германия (1871 – 1888)
След края на Френско-пруската война Вилхелм е провъзгласен за германски император на 18 януари 1871 в двореца във Версай. Титлата „германски император“ е внимателно избрана от Бисмарк след дискусия до деня (и след) на провъзгласяването. Вилхелм приел тази титла неохотно, защото той би предпочел „император на Германия“, което всъщност би било недопустимо за федерални монарси и би значело власт над земи извън региона (Австрия, Швейцария, Люксембург и др.). Титлата „император на германците“, предложена през 1848, е отхвърлена, защото той се смятал за избран „по волята на Бог“, а не по волята на народа, както е в демократичните републики.
По време на церемонията Северногерманският съюз (1867 – 1871) е преобразен в Германската империя (Kaiserreich 1871 – 1918). Тази империя е федерална държава, императорът е глава на страната и президент (primus inter pares – първи сред равните) на федералните монарси.
На 11 май 1878 Макс Хьодел се проваля в опит за покушение над Вилхелм в Берлин. Втори опит е извършен на 2 юни 1878 от анархиста Карл Нобилинг, който ранил императора и след това се самоубива. Тези опити стават претекст за създаването и приемането на Антисоциалистическия закон, който е представен от правителството на Бисмарк с подкрепата на мнозинството от Райхстага на 18 октомври 1878. Законът е предназначен за борба срещу социалистическите движения на работната класа. Законът забранява Социалдемократическата партия в Германия и премахва нейния законен статус, забранява всички организации на работните маси и социалистическата и работна преса, конфискува социалистическа литература, наказва социалдемократите с репресалии. Подобни закони се допълвали на всеки 2 – 3 години. Въпреки всичко Социалдемократическата партия засилва своето влияние на масите. Под натиск от работническите движения подобни закони са премахнати на 1 октомври 1890.
В своите мемоари Бисмарк описва Вилхелм като старомоден, благовъзпитан и непогрешимо вежлив джентълмен и гениален пруски офицер, чийто добър разум на моменти се замъглявал от „женско влияние“.

## Семейство
През 1829 г. Вилхелм I се жени за германската принцеса Августа Сакс-Ваймарска (1811 – 1890), дъщеря на великия херцог Карл-Фридрих Сакс-Ваймар-Айзенах и великата княгиня Мария Павловна. В дългите години на брака им се раждат две деца:
- Фридрих III (1831 – 1888), следващ кайзер на Германската империя;
- Луиза Пруска (1838 – 1923), през 1856 г. сключва брак с великия херцог на Баден Фридрих I (1826 – 1907).

## Паметници
Между 1867 – 1918 г. в негова чест са построени над 1000 паметника.

## Цитирана литература